# Stare Wawrzeńczyce
Stare Wawrzeńczyce – część wsi Wawrzeńczyce w Polsce, położona w województwie świętokrzyskim, w powiecie starachowickim, w gminie Pawłów.
W latach 1975–1998 Stare Wawrzeńczyce administracyjnie należały do województwa kieleckiego.
Wierni Kościoła rzymskokatolickiego należą do parafii Parafia św. Małgorzaty w Chybicach.